# Big Maceo Merriweather
Major Merriweather (Newnan, 31 marzo 1905 – Chicago, 23 febbraio 1953) è stato un pianista e cantante statunitense.

## Biografia
Fin dalla tenera età, Merriweather suonava il piano nei bar e agli eventi di danza ad Atlanta. Quando aveva 19 anni, la famiglia si trasferì a Detroit, dove Merriweather lavorava alla Ford.
Sposò Hattie Spruel, con la quale si trasferì a Chicago nel 1941. Qui incontrarono Big Bill Broonzy e Tampa Red, con i quali Merriweather fece le sue prime registrazioni. Tra le 14 tracce registrate c'era il Worried Life Blues, che sarebbe diventato il pezzo più famoso di Big Maceo Merriweather. Molti grandi del blues, come Eric Clapton, in seguito aggiunsero il titolo al loro repertorio o lo usarono nei loro brani (come Little Walter e Muddy Waters).
Di conseguenza, Merriweather e Tampa Red suonavano spesso insieme, accompagnati da batteria e basso. Questa formazione divenne il modello di base per numerosi gruppi successivi, non solo nel blues.
Con lo scoppio della seconda guerra mondiale, la carriera di successo era inizialmente terminata. Merriweather è tornato a Detroit, ma ha continuato a esibirsi occasionalmente con i suoi vecchi colleghi a Chicago.
Dopo la guerra ricominciò ad esibirsi più spesso, ma nel 1946 subì un ictus che gli paralizzò il fianco destro. Nelle sue altre apparizioni ha dovuto essere supportato al piano, ad esempio da Eddie Boyd o Otis Spann.
Nel 1949, Big Maceo Merriweather ebbe un secondo colpo. Morì il 23 febbraio 1953 dopo un attacco di cuore a Chicago e fu sepolto a Detroit. Nel 2002 Big Maceo Merriweather è stato inserito nella Blues Hall of Fame e il suo titolo Worried Life Blues è stato inserito nella Hall of Fame.

## Discografia
- Collection "Jazz Classics" No. 22 (RCA Victor, 1961)
- Black & White Vol. 9 (RCA, 1969)
- Big Maceo with Tampa Red in Chicago 1941–1946 (Sunflower, 1970)
- Chicago Breakdown (RCA, 1975)
- Bluebird No. 2: Big Maceo, vol. 1 (RCA, 1976)
- The Best of Big Maceo, vols. 1 and 2 (Arhoolie, 1984)
- Tampa Red/Big Maceo: Get It Cats!  (Swingtime, 1989)
- The King of Chicago Blues Piano (Arhoolie, 1993)
- Worried Life Blues (Orbis, 1995)
- The Bluebird Recordings (RCA/Bluebird 1997)
- The Essential Recordings of Tampa Red and Big Maceo (Indigo, 1999)
- The Best of Big Maceo with Tampa Red (Blues Forever, 2001)
- Chicago Piano, vols. 1 and 2 (Fabulous, 2003)
- Complete Recorded Works in Chronological Order Volume, vols. 1 and 2 (Document, 2004)